# Atys obscuratus
Atys obscuratus är en snäckart som beskrevs av Dall 1896. Atys obscuratus ingår i släktet Atys och familjen Haminoeidae. Inga underarter finns listade i Catalogue of Life.